# Hanna Karhinen
Hanna Karhinen (née Johanna Sofia Andelin le 16 juin 1878 à Vyborg et morte le 27 septembre 1938 à Aunus) est une femme politique du Parti social-démocrate de Finlande.

## Biographie
Hanna Karhinen est la fille du cordonnier Johan Andelin et de Natalia Andelin. Elle fréquente l'école primaire et religieuse à Saint-Pétersbourg.
En 1899, elle épouse Tuomas Karhinen, un officier de la police des chemins de fer, puis  déménage à Terijoki. Le mariage se termine par un divorce en 1913.
Hanna Karhinen est membre du Parti social-démocrate de Finlande (SDP) depuis 1902 et était députée du parti de 1914 à 1917, représentant la circonscription de l'Est de la province de Viipuri (fi). 
Pendant la guerre civile finlandaise, Hanna Karhinen travaille comme interprète et secrétaire pour le département de l'intérieur de la délégation du peuple finlandais, ainsi que comme superviseur du département du logement et comme représentant autorisé du département de l'entretien. 
Après la guerre, Hanna Karhinen fuit en Russie et de là en Suède, où elle est réfugiée politique de 1918 à 1920. À la suggestion de Yrjö Sirola, du Comité central du Parti communiste de Finlande (SKP), Hanna Karhinen est envoyée par le Komintern aux États-Unis, où elle travaille comme rédacteur en chef du magazine Eteenpäin de 1920 à 1926 et comme secrétaire du magazine Toveritar à Astoria dans l'Oregon. Aux États-Unis, Hanna Karhinen utilise le nom d'Anna Leppänen.
En 1926, elle retourne en Union soviétique et travaille à Petrozavodsk en tant que chef du Comité des femmes du Comité du Parti et depuis 1927 comme traductrice au ministère de l'Éducation. 
En 1936, pendant les Grandes Purges, elle est exlue du Parti communiste de l'Union soviétique sur des accusations de contacts avec l'ennemi. 
Elle est emprisonnée comme espion et exécutée le 27 septembre 1938 dans la région d'Aunus.
Elle sera réhabilitée à titre posthume par les autorités soviétiques en 1989.